# I. Anasztasziosz bizánci császár
I. Anasztasziosz (görög Αναστάσιος, latin Anastasius, Dyrrachium, 431 körül – Konstantinápoly, 518. július 9.) bizánci császár 491-től haláláig, Zénón utódja volt.

## Élete
430 körül született Epidamnoszban (ma Durrës, Albánia). Zénón udvarában silentiariusi rangig emelkedett, azaz nem volt a császári udvar prominens személyisége. Vallási ismereteit jelzi, hogy 488-ban felmerült, hogy megtegyék Antiochia püspökének. Zénó halála után az özvegy Ariadné császárné jelölte ki férje örökösének. Április 11-én megkoronázták, május 20-án pedig megköttetett a – már csak a felek előrehaladott kora miatt is – gyermekáldást sosem hozó házasság. Uralkodása alatt háromszor viselte a consuli címet (492; 497; 507). Utódja Iusztinosz, az excubitores parancsnoka lett.
A császári párt közös sírba temették Konstantinápolyban, a Szent Apostolok templomában. Érdekesség, hogy Anasztaszioszt a Dicorus („Két pupilla”) névvel illették, mivel egyik szeme fekete, a másik kék volt.

## Uralkodása

### Bel- és vallásügyek
Az új császár kiváló adminisztrátornak bizonyult. Az I. Constantinus idején kialakított pénzrendszeren javított, amikor a rézpénz (follis) értékét rögzítette az arany- és ezüstérmékhez képest. Az adórendszert is megreformálta: az adószedést a működésképtelenné váló curialesek helyett a praefectus praetorio hatáskörébe tartozó vindicesre ruházta át. Az adóterhek ugyan nem csökkentek, de eloszlásuk változott a városi lakosság javára: a kézműveseket és kereskedőket sújtó auri lustralis collatiót megszüntette, viszont a parasztoktól szedett földadó (annona) emelkedett, és az eddigi természetbeni beszedés helyett a pénzbeli behajtás került előtérbe. A hadsereget, de még az állami szektort igényeit is az eddigi rendszert folytatva a coemptio – szabott, alacsony áron történő állami felvásárlás – útján beszerzett természetbeni javakkal elégítették ki. A súlyos adók többször vezettek zavargásokhoz, felkelésekhez, de Anastasius 320,000 fontnyi aranyat hagyott hátra a kincstárban.
A belső zűrzavart az első években tetézte az izauriak problémája. Konstantinápoly népe és a császári udvar le akarta rázni magáról a keletről jött „barbárok” befolyását, ezért több vezetőjüket, így Zénó bátyját, Longinust is száműzték az udvarból. Erre felkelés tört ki, amit csak hosszas háborúskodással sikerült beszüntetni (ld. lejjebb).
A helyzeten rontott, hogy – noha trónra lépésekor hitet tett az ortodoxia mellett – Anastasius meggyőződéses monofizita volt. Eleinte az elődje által kiadott Henótikon szellemiségében a vallási békét kívánta fenntartani, ám még ezt az álláspontját is kénytelen volt feladni a megegyezésre egyáltalán nem hajló ortodoxok és a konstantinápolyi városlakók forrongása miatt. Uralkodása második felében kiállt hite mellett, ami enyhüléshez vezetett Egyiptomban és Szíriában, a birodalom nyugati területei azonban elidegenedtek a császártól.
Konstantinápolyban a Hippodrom kékek ortodoxiát támogató politikai csoportja támadta a császárt, hangos demonstrációkat tartott. 512-ben a Trisagion ima monofizita verziójának liturgiába való felvétele miatt népfelkelés robbant ki, és Anasztasziosz alig tudta megőrizni a trónját. 513-ban nagyrészt vallási okokból tört ki a trákiai hadsereg lázadása (ld. lejjebb).

### Katonapolitika
Uralkodása alatt rengeteget volt kénytelen háborúzni külső és belső ellenségei ellen. Mindjárt 491-ben fellázadtak az izauriták Longinus, Zénó császár bátyja vezetésével. Bár a phrygiai Cotyaeum mellett döntő győzelmet arattak Cardalai Longinus főserege ellen, a gerillaharc tovább folyt a hegyvidéki erődökben. Végül 498-ban úgy ért véget a csatározás, hogy a harcias izauriakat Anatóliából áttelepítették Trákiába.
A Balkán-félszigeten a bolgár betörések siettették az ún. Hosszú Falak megépítését a Fekete- és a Márvány-tenger között. Miután Nagy Theoderich keleti gótjai elhagyták a Balkánt, alkalom adódott a dunai védművek rekonstrukciójára. Anastasiut egyébként 497-ben elismerte Theoderich itáliai királyságát, bár 505-510 között kisebb konfliktusba keveredtek Pannonia vidékén.
II. Theodosius kora óta először 502-ben ismét háború robbant ki az Újperzsa Birodalommal. Az első években Anasztasziosz seregét visszaszorították, elveszett Theodosziopolisz és Amidát, de az ellencsapásban ez utóbbit a császári erők visszaszerezték, és a perzsa területeken is sikerült nagy veszteségeket okozni. A békekötésre 506-ban került sor, amit fokozott erődítési munkálatok követtek a Keletrómai Birodalom keleti határszélén, elsősorban Daras városában.
513-ban a trák hadsereg fellázadt Vitalianus vezetésével. A felkelés oka alapvetően a monofizita valláspolitika volt. A hadvezér háromszor is megközelítette a főváros falait – ilyenkor Anasztasziosz bejelentette, hogy felhagy vallási nézeteinek terjesztésével, azonban egyszer sem teljesítette.